# 1993–1994-es kupagyőztesek Európa-kupája
A KEK 1993–1994-es szezonja volt a kupa 34. kiírása. A győztes az Arsenal FC lett, miután a döntőben 1–0-ra legyőzte az előző évben győztes AC Parma együttesét.

## Selejtező
| 1. csapat           | Össz. | 2. csapat          | 1. mérk. | 2. mérk. |
| ------------------- | ----- | ------------------ | -------- | -------- |
| FK Karpati Lviv     | 2–3   | Shelbourne FC      | 1–0      | 1–3      |
| RAF Jelgava         | 1–3   | HB Tórshavn        | 1–0      | 0–31     |
| Sliema Wanderers FC | 1–6   | Degerfors IF       | 1–3      | 0–3      |
| Bangor FC           | 2–3   | APÓEL              | 1–1      | 1–2      |
| F91 Dudelange       | 1–7   | Maccabi Haifa FC   | 0–1      | 1–6      |
| Valur               | 4–1   | MyPa               | 3–1      | 1–0      |
| FC Balzers          | 3–1   | KS Albpetrol Patos | 3–1      | 0–0      |
| Nikol Tallinn       | 1–8   | Lillestrøm SK      | 0–4      | 1–4      |
| FC Košice           | 3–1   | Žalgiris           | 2–1      | 1–0      |
| FC Lugano           | 6–2   | FK Neman Grodno    | 5–0      | 1–2      |
| NK CMC Publikum     | 0–1   | Odense BK          | 0–1      | 0–0      |

- 1. A második mérkőzést a HB Tórshavn javára írták 3–0-s eredménnyel.

## Első forduló
| 1. csapat                | Össz. | 2. csapat              | 1. mérk. | 2. mérk. |
| ------------------------ | ----- | ---------------------- | -------- | -------- |
| FC Wacker Innsbruck      | 5–1   | Ferencvárosi TC        | 3–0      | 2–1      |
| Real Madrid CF           | 6–1   | FC Lugano              | 3–0      | 3–1      |
| APÓEL                    | 0–3   | Paris Saint-Germain FC | 0–1      | 0–2      |
| FC Universitatea Craiova | 7–0   | HB Tórshavn            | 4–0      | 3–0      |
| Lillestrøm SK            | 2–3   | Torino Calcio          | 0–2      | 2–1      |
| Valur                    | 0–7   | Aberdeen FC            | 0–3      | 0–4      |
| Odense BK                | 2–3   | Arsenal FC             | 1–2      | 1–1      |
| Standard Liège           | 8–3   | Cardiff City FC        | 5–2      | 3–1      |
| SL Benfica               | 2–1   | GKS Katowice           | 1–0      | 1–1      |
| PFK CSZKA Szófia         | 11–1  | FC Balzers             | 8–0      | 3–1      |
| Panathinaikósz           | 5–1   | Shelbourne FC          | 3–0      | 2–1      |
| Bayer Leverkusen         | 5–0   | Boby Brno              | 2–0      | 3–0      |
| HNK Hajduk Split         | 1–6   | AFC Ajax               | 1–0      | 0–6      |
| FC Košice                | 2–3   | Beşiktaş JK            | 2–1      | 0–2      |
| FK Torpedo Moszkva       | 2–3   | Maccabi Haifa FC       | 1–0      | 1–3      |
| Degerfors IF             | 1–4   | AC Parma               | 1–2      | 0–2      |

## Második forduló
| 1. csapat              | Össz.                 | 2. csapat                | 1. mérk. | 2. mérk.   |
| ---------------------- | --------------------- | ------------------------ | -------- | ---------- |
| FC Wacker Innsbruck    | 1–4                   | Real Madrid CF           | 1–1      | 0–3        |
| Paris Saint-Germain FC | 6–0                   | FC Universitatea Craiova | 4–0      | 2–0        |
| Torino Calcio          | 5–3                   | Aberdeen FC              | 3–2      | 2–1        |
| Arsenal FC             | 10–0                  | Standard Liège           | 3–0      | 7–0        |
| SL Benfica             | 6–2                   | PFK CSZKA Szófia         | 3–1      | 3–1        |
| Panathinaikósz         | 3–5                   | Bayer Leverkusen         | 1–4      | 2–1        |
| AFC Ajax               | 6–1                   | Beşiktaş JK              | 2–1      | 4–0        |
| Maccabi Haifa FC       | 1–1 (11-esekkel: 1–3) | AC Parma                 | 0–1      | 1–0 (h.u.) |

## Negyeddöntő
| 1. csapat      | Össz.     | 2. csapat              | 1. mérk. | 2. mérk. |
| -------------- | --------- | ---------------------- | -------- | -------- |
| Real Madrid CF | 1–2       | Paris Saint-Germain FC | 0–1      | 1–1      |
| Torino Calcio  | 0–1       | Arsenal FC             | 0–0      | 0–1      |
| SL Benfica     | 5–5 (ig.) | Bayer Leverkusen       | 1–1      | 4–4      |
| AFC Ajax       | 0–2       | AC Parma               | 0–0      | 0–2      |

## Elődöntő
| 1. csapat              | Össz.     | 2. csapat  | 1. mérk. | 2. mérk. |
| ---------------------- | --------- | ---------- | -------- | -------- |
| Paris Saint-Germain FC | 1–2       | Arsenal FC | 1–1      | 0–1      |
| SL Benfica             | 2–2 (ig.) | AC Parma   | 2–1      | 0–1      |

## Döntő
| 1994. május 4. 20:15 |

| Arsenal   | 1–0   | Parma |
| --------- | ----- | ----- |
| Smith 22' | (1–0) |       |

| Parken Stadion, Koppenhága Nézőszám: 33 765 Játékvezető: Václav Krondl (cseh) |

| Az 1993–1994-es kupagyőztesek Európa-kupája győztese |
| ---------------------------------------------------- |
| Arsenal 1. cím                                       |